# Polysyncraton cuculliferum
Polysyncraton cuculliferum är en sjöpungsart som först beskrevs av Sluiter 1909.  Polysyncraton cuculliferum ingår i släktet Polysyncraton och familjen Didemnidae. Inga underarter finns listade i Catalogue of Life.